# 1196
[[Категорија: 1196
.| ]]
Година 1196 (MCXCVI) била је преступна година која је почела у понедељак.

## Догађаји
- 25. март — Српски велики жупан Стефан Немања одрекао се престола у корист средњег сина Стефана, потоњег првовенчаног краља, док је старијем сину Вукану оставио на управу приморске области.
- Википедија:Непознат датум — Ана, жена Стефана Немање се замонашила и добила име Анастасија
- Википедија:Непознат датум — У Шпанији је на арагонском престолу Петар II наследио оца Алфонса II.
- Википедија:Непознат датум — У Угарској је након смрти Беле III на престо дошао његов син Емерик.
- Википедија:Непознат датум — Византијску војску су поразили Бугари.
- Википедија:Непознат датум — Бугарски цар Асен је после тога пао као жртва племићке завере.
- Википедија:Непознат датум — На бугарски престо је дошао Петар, Асенов брат.
- Википедија:Непознат датум — Сулејман I је наследио Кејхусрева I на месту иконијског султана.
- Википедија:Непознат датум — Североисточну индијску покрајину Бихар напао је и освојио Кутб уд-Дин Аибек, генерал Гурида Мухамада. Будистички свештеници су протерани и склонили се на Тибет.

## Смрти
- Алфонсо II од Арагона

- Исак Комнин Ватац (Теодоров син)

- Јован Асен I

- Конрад II Швапски

- Википедија:Непознат датум — Бела III, угарски краљ.